# 韦格尔河畔阿涅尔
韦格尔河畔阿涅尔（法語：Asnières-sur-Vègre，法語發音：[anjɛʁ syʁ vɛɡʁ]）是法国萨尔特省的一个市镇，属于拉弗莱什区。

## 地理
韦格尔河畔阿涅尔（47°53'19"N, 0°14'3"W）面积12.64 平方千米，位于法国卢瓦尔河地区大区萨尔特省，该省份为法国西北部内陆省份，北起顺时针与奥恩省、厄尔-卢瓦省、卢瓦-谢尔省、安德尔-卢瓦尔省、曼恩-卢瓦尔省和马耶讷省接壤，是法国大西部的入口，连接卢瓦尔河谷、布列塔尼和巴黎盆地。
与韦格尔河畔阿涅尔接壤的市镇（或旧市镇、城区）包括：韦格尔河畔丰特奈、塔塞、欧韦尔勒阿蒙、阿瓦斯、萨尔特河畔瑞涅。

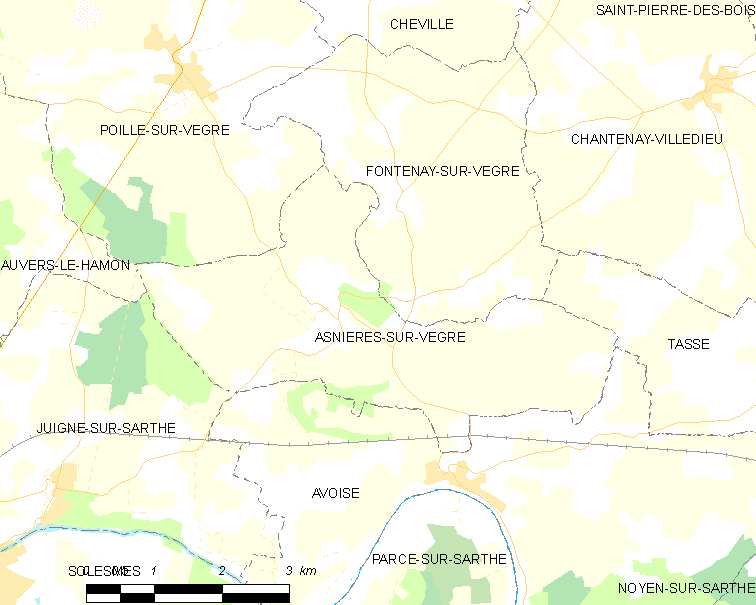
韦格尔河畔阿涅尔的OSM定位图

韦格尔河畔阿涅尔的时区为UTC+01:00、UTC+02:00（夏令时）。

## 行政
韦格尔河畔阿涅尔的邮政编码为72430，INSEE市镇编码为72010。

## 政治
韦格尔河畔阿涅尔所属的省级选区为萨尔特河畔萨布莱县。

## 人口

1962-2008年间韦格尔河畔阿涅尔人口变化图示

韦格尔河畔阿涅尔于2022年1月1日时的人口数量为337人。